# Mount Elara
Mount Elara ist ein rund 665 m hoher Berg in den Ganymede Heights auf der Alexander-I.-Insel westlich der Antarktischen Halbinsel. Er ragt südlich des Moutonnée Valley auf.
Das UK Antarctic Place-Names Committee benannte ihn 2002 nach dem Jupitermond Elara.